# Godshuis Jan Van der Biest

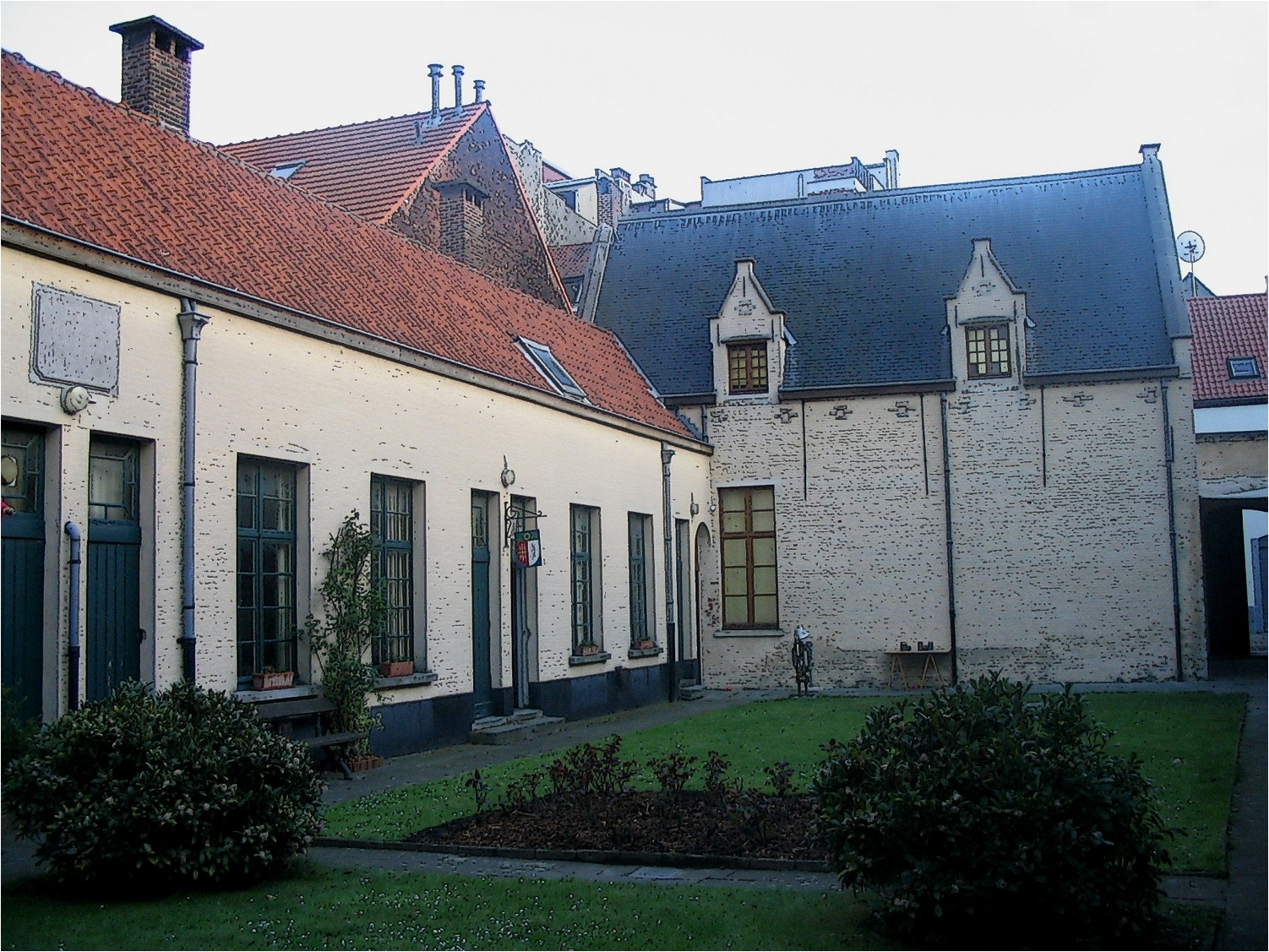

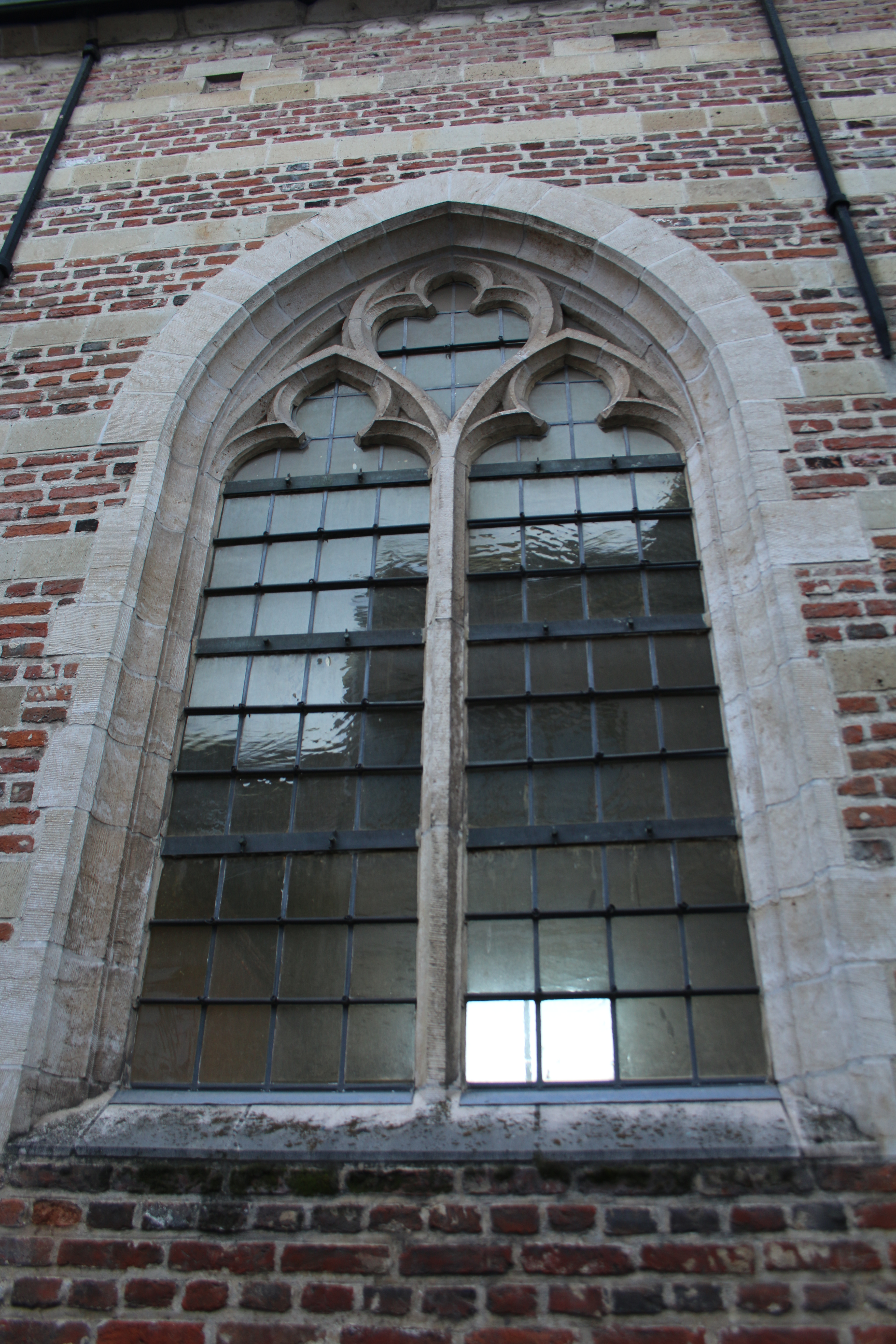

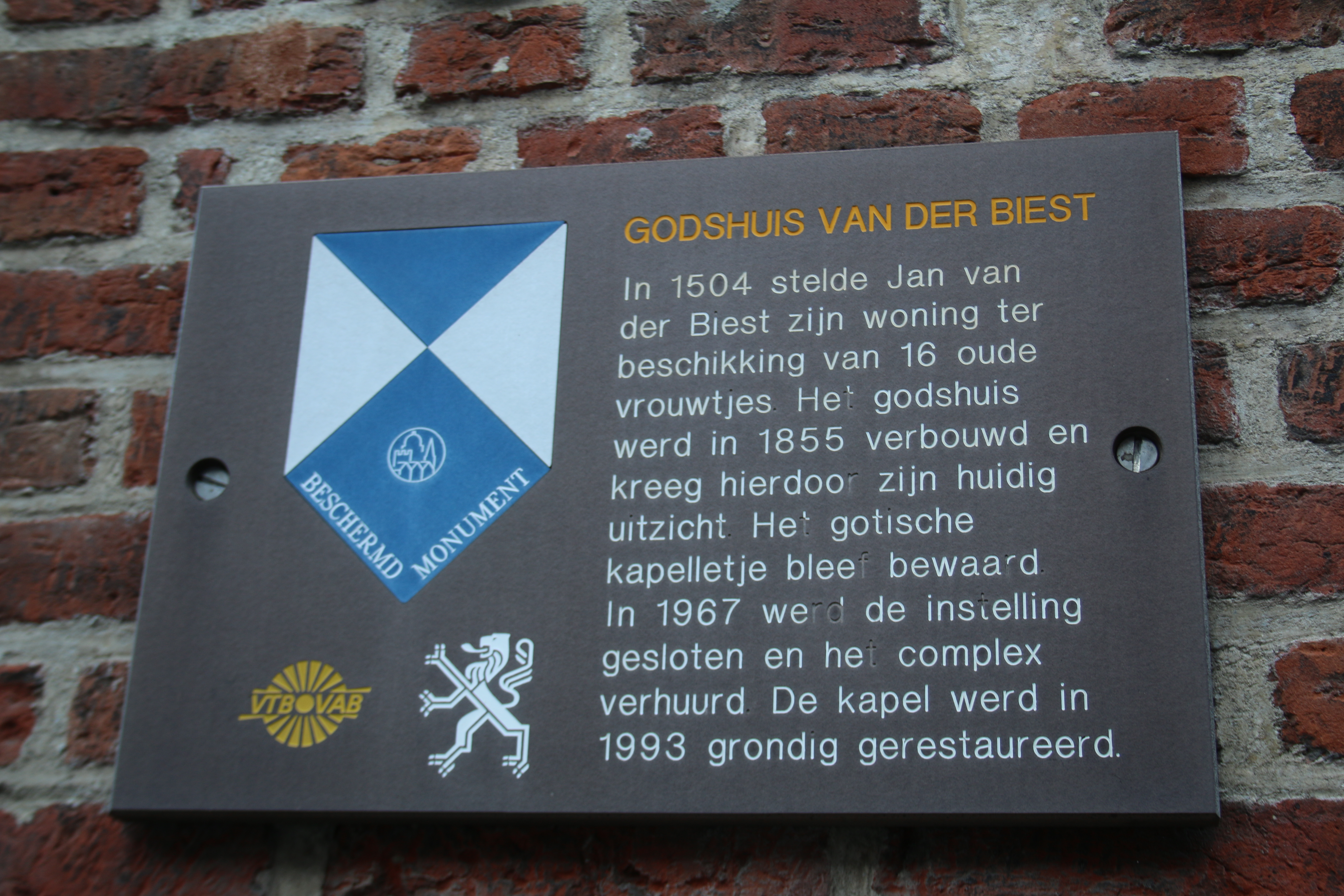

Het Godshuis Jan Van der Biest is een voormalig godshuis aan de Falconrui in de stad Antwerpen. Het Godshuis Van der Biest werd in 1504 bij testament opgericht door Jan van der Biest Janssone (die was huidenvetter, zeepzieder en drie keer schepen van Antwerpen). Hij gebruikte daarvoor zijn woning "den Leeperik" in het Klapdorp bij de watermolen aan de Falconrui. Op het erf liet hij zeven huisjes optrekken voor oude en gebrekkige vrouwen. Na zijn overlijden in 1505 werden er nog vijf bijgebouwd door de uitvoerders van zijn testament, samen met een kapel en een woning voor de kapelaan. Later kreeg het godshuis nog een uitbreiding tot zestien huisjes. Het godshuis werd in 1855 heropgebouwd door het Bestuur der Burgerlijke Godshuizen (met negentien huisjes). In 1862 kreeg het godshuis een nieuwe inkompoort. Tot 1967 was het godshuis bewoond, en van 1949 tot omstreeks 1970 gebruikte de glazenier Jos Hendrickx de kapel als atelier. In 1975 werden godshuis en kapel ter beschikking gesteld van de schuttersgilde "De Gulden Rinck". In 1991-1993 restaureerde het OCMW het complex. Sinds 2018 huisvest het gebouw (na een nieuwe renovatie) een instelling voor begeleid wonen.